# Sangkae
Sangkae es uno de los trece distritos que forman la provincia camboyana de Battambang, con una población estimada en marzo de 2008 de 111 663 habitantes. Está dividido en las siguientes  comunas (khum), que se muestran asimismo con población estimada de 2008:
- Anlong Vil 16,749
- Kampong Preah 9,582
- Kampong Pring 9,160
- Norea 5,609
- Ou Dambang Muoy 13,340
- Ou Dambang Pir 12,131
- Reang Kesei 7,843
- Roka 8,215
- Ta Pon 14,599
- Voat Ta Muem 14,435[1]